# Jade

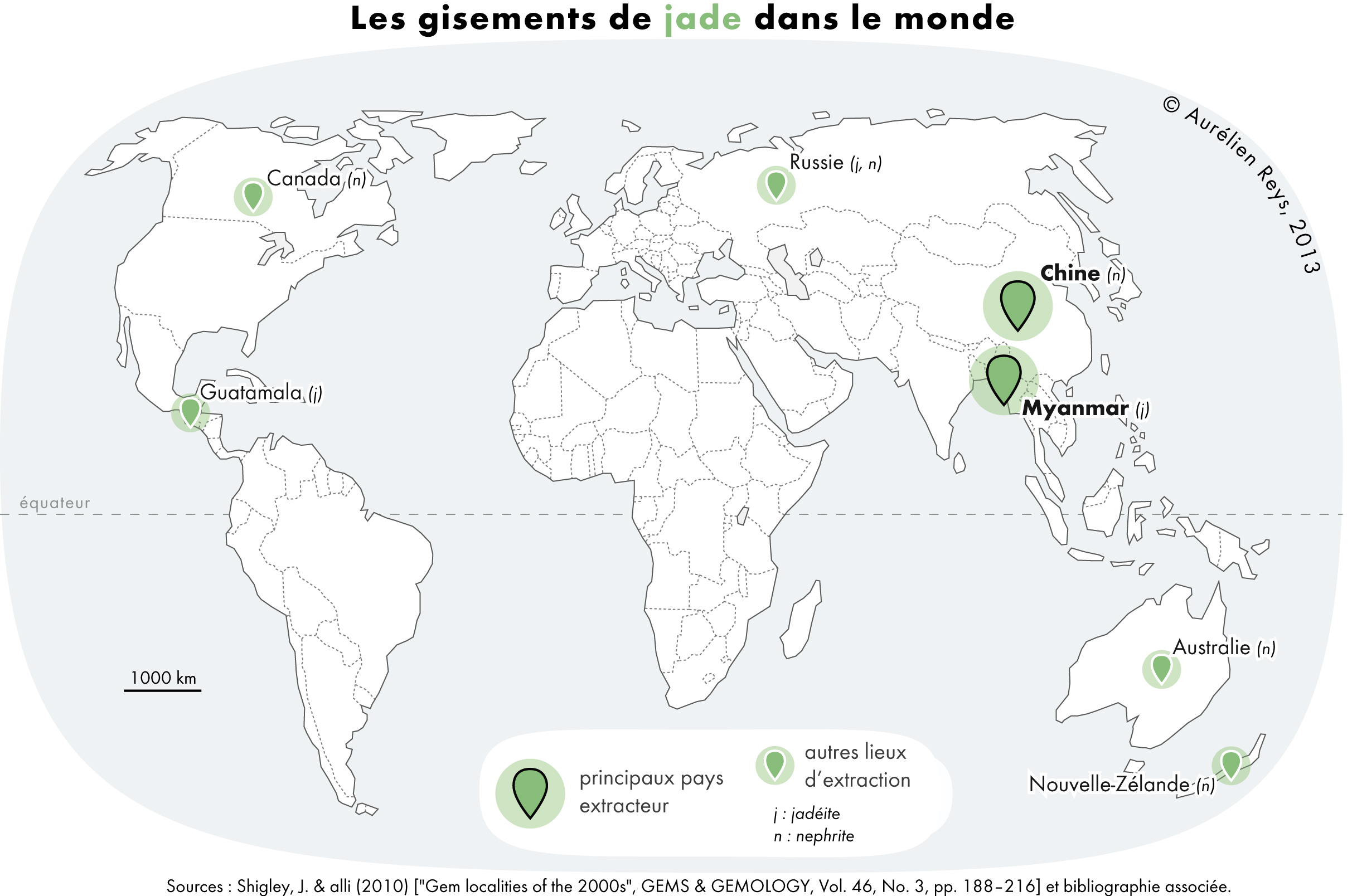
Huvudsakliga jadeproducerande länder

Jade [jɑ:ʹdə] är det sammanfattande namnet för två olika, oftast gröna, mineral när de används som ädelstenar och för konsthantverk: nefrit och jadeit. Jade varierar i färg från mycket mörkt grön till vit.

## Fyndplatser
Nefrit: Kanada är i dag den huvudsakliga brytplatsen för nefrit av ädelstenskvalitet. Nefrit användes mycket i Kina före 1800-talet, i Nya Zeeland, längs Nordamerikas kuster, i Sydostasien, samt i Europa under yngre stenåldern.
Jadeit: De huvudsakliga fyndplatserna för jadeit av ädelstenskvalitet är i dag Kalifornien, Myanmar, Nya Zeeland och Guatemala. Andra platser där jadeit hittas innefattar Kazakstan, Ryssland, British Columbia, Alaska, Italien och Turkmenistan.

## Färger
Nefrit: Förutom olika gröna nyanser finns det en varietet av nefrit som är genomskinligt vit till ljust gul, i Kina kallad "fårfettsjade", och en varietet som är ogenomskinligt vit till ljusbrun eller grå, i Kina kallad "kycklingsbensjade".
Jadeit: Färgen på jadeit går oftast från vit till mörkt grön ("jadegrön"), men det finns även blågrön jadeit och sällsynta varieteter som är skära, lavendelblå och svarta.